# Anraku-ji (Kamiita)
Anraku-ji (安楽寺) est un temple bouddhiste de l'école Shingon situé à Kamiita, préfecture de Tokushima au Japon. 

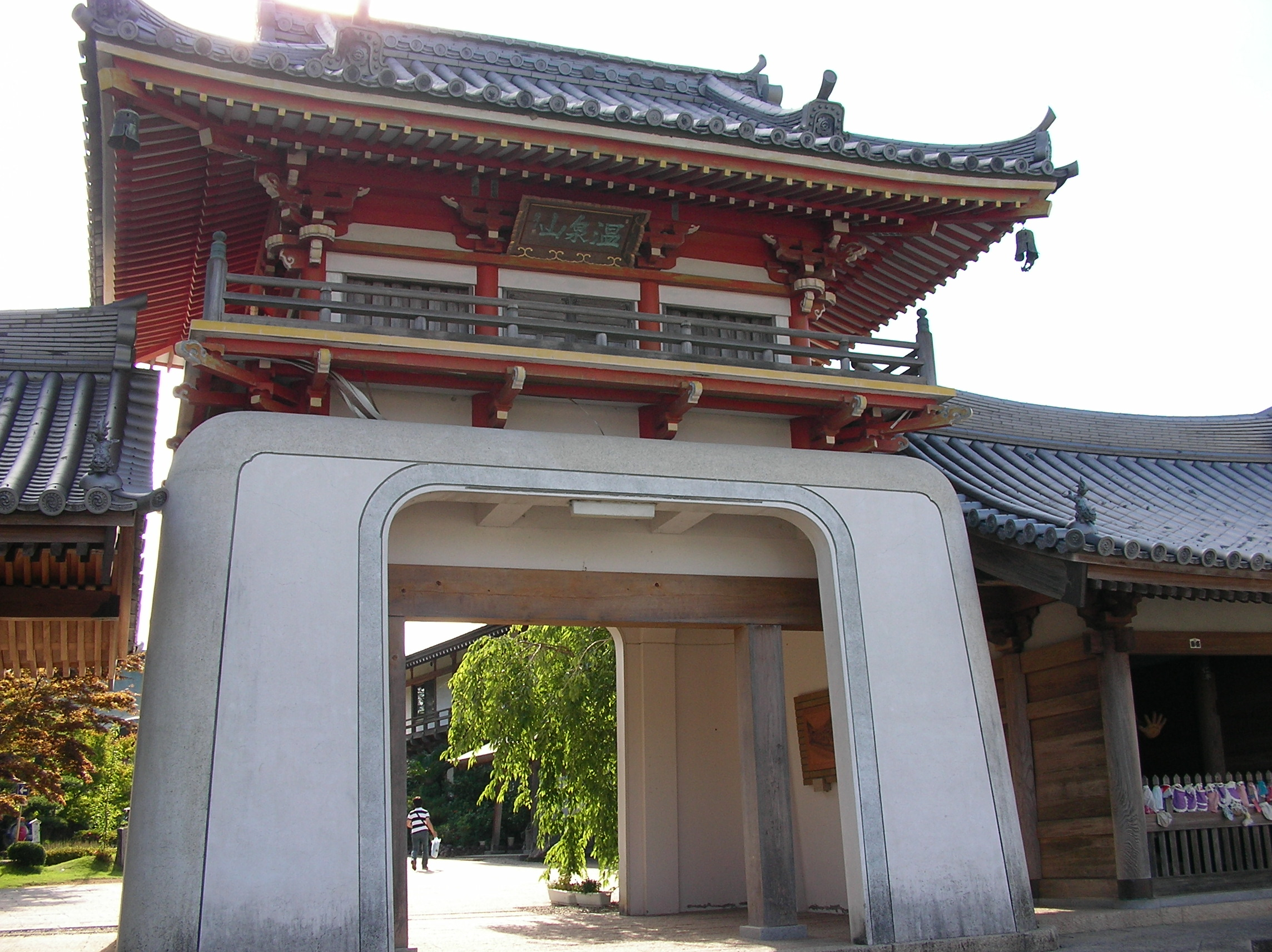
Sanmon

Anraku-ji est le sixième des quatre-vingt-huit temples du pèlerinage de Shikoku. On y accède, depuis le temple 5, Jizō-ji, après une marche d'environ 5 km. 
Ce temple, comme plusieurs du pèlerinage, est un tsuyado, ce qui signifie qu'il offre le gîte aux pèlerins.
Son image principale est celle de Yakushi Nyorai. Le temple aurait été fondé par Kōbō Daishi, qui en a gravé l'image,. Le hōjō (zen) (quartier d'habitation de l'abbé) (1751–1829) est inscrit sur le registre des biens culturels importants. 
En 2015, Anraku-ji est désigné Japan Heritage avec les 87 autres temples du pèlerinage de Shikoku. 